# Конрад фон Мюленарк-Томбург
Конрад фон Мюленарк-Томбург (на немски: Konrad von Müllenark Herr zu Tomburg; † сл. 7 май 1263/ок. 18 декември 1265) е господар, бургграф на замък Томбург при Райнбах при Бон и господар на Мюленарк в Северен Рейн-Вестфалия. Той е благородник от род фон Дист от белгийската провинция Фламандски Брабант. Фамилията му не е роднина с живеещите още от „род Дист“ във Вестфалия.

## Произход
Той е син на Херман фон Мюленарк, Кастелан фон Томбург († сл. 1238). Внук е на Конрад фон Дист († сл. 1216), господар на Мюленарк, и дъщерята на граф Херман фон Зафенберг († 1172) и фон Мюленарк († сл. 1154). Правнук е на Герхард фон Дист († сл. 1193) и праправнук на Арнолд II фон Дист († 1163), губернатор на Брабант.
Роднина е на Йохан фон Дист, епископ на Любек (1254 – 1259), Еверхард фон Дист († 1301), княжески епископ на Мюнстер (1275 – 1301).
От 1090 до 1230 г. господарите фон Мюленарк са господари на замък Томбург. През 1253 г. Конрад фон Мюленарк получава от граф Дитрих IV фон Клеве († 1260) правото на бургграф на Томбург. Те се наричат оттогава „фон Томбург“.

## Фамилия
Първи брак: пр. 1223 г. с Мехтилд фон Хохщаден († 1243/сл. 1249), дъщеря на граф Лотар I фон Аре-Хохщаден († 1222) и Мехтилд фон Вианден († 1241/1253). Те имат две деца:
- Вилем фон Мюленарк, господар на Енгелсдорф (* ок. 1215), женен за Лудвина ван Палант (* ок. 1218), дъщеря на Вилбранд III ван Палант (* ок. 1195).
- Мехтхилд фон Мюленарк († сл. 1254), сгодена през януари 1249, 1252/53 г. за Валрам фон Юлих-Бергхайм († 1271), сеньор на Бройх и Бергхайм, син на граф Вилхелм III фон Юлих († 1218 при Дамиета) и Матилда фон Лимбург († сл. 1234).

Мехтилд фон Хохщаден се омъжва пр. 1246 г. за граф Хайнрих II фон Изенбург († сл. 1278).
Втори брак: сл. 1249 г. с фон Зафенберг, дъщеря на Вилхелм фон Дик-Зафенберг († 1252) и съпругата му фон Зафенберг, наследничка на половин Заффенберг. Те имат един син:
- Херман фон Мюленарк († между 11 август 1294 и 24 август 1296), фогт на Томбург, господар на Мюленарк, женен пр. 25 ноември 1275 г. за Мехтилд фон Вирнебург († сл. 1302)